# Kristina Franić
Dijana Jovetić (ur. 22 maja 1987 w Splicie) – chorwacka piłkarka ręczna, reprezentantka kraju, grająca na pozycji lewej rozgrywającej. Obecnie występuje w słoweńskim RK Krim.

## Sukcesy
- mistrzostwo Chorwacji  (2005, 2006, 2007, 2008)
- puchar Chorwacji  (2006, 2008)
- mistrzostwo Francji  (2011)
- puchar Francji  (2010)